# Melchizedek (Nurbegen)
Melchizedek (imię świeckie Zedingil Nurbegen, ur. 1971) – duchowny Etiopskiego Kościoła Ortodoksyjnego, od 2017 biskup Guragie.

## Życiorys
Święcenia kapłańskie przyjął w 1993. Sakrę biskupią otrzymał 16 lipca 2017.